# High Reliability Organization
Un'Organizzazione ad alta affidalibilità (in lingua inglese: High Reliability Organization; acronimo: HRO) è un'organizzazione che ha lo scopo di evitare catastrofi in ambienti in cui ci si può aspettare, a causa di fattori di rischio e complessità, incidenti le cui conseguenze possono risultare fatali, in termini di vite umane, e capaci di provocare disastri naturali. Per tale ragione hanno sviluppato approcci e pratiche per l'individuazione di "segnali premonitori" dell'evento critico, traendoli dall'analisi di errori marginali evitandone e contenendone gli effetti.
Questo tipo di imprese hanno una cultura condivisa, in cui le diverse competenze e punti di vista sono armonizzate e valorizzate, e soprattutto ha una capacità di gestione penetrata all'interno dell'organizzazione.
In tal senso è necessario introdurre la sicurezza nei processi decisionali, mediante la formalizzazione di una serie di fasi (valutazione-programmazione-progettazione organizzativa) e utilizzazione di un insieme di strumenti di supporto alle decisioni del vertice.
È inoltre necessario strutturare adeguatamente i processi di controllo, per garantire una capacità gestionale di verifica sistematica, periodica, operativa delle condizioni di prevenzione nei luoghi di lavoro.
L'affidabilità tradizionalmente si raggiunge attraverso un approccio basato sulle routine, centrato sullo sviluppo di procedure affidabili con lo scopo di ridurre o eliminare la discrezionalità dell'intervento umano intesa come fonte di errore.

## Le caratteristiche delle HRO
Secondo Karl E. Weick le caratteristiche delle HRO, e quindi i punti chiave su cui si focalizzano, sono:
1. Attenzione per i fallimenti: le HRO non possono imparare dai propri fallimenti poiché, quando questi si verificano hanno effetti irreversibili (perdita di vite umane, disastri ambientali ecc). Esse si focalizzano sui guasti prima che un evento dannoso si verifichi, incoraggiando una cultura di riporto e di discussione critica attorno agli errori ed ai mancati incidenti, affinché sia possibile apprendere da situazioni di errori marginali e prevenirli prima che questi diventino di portata maggiore;
2. Attenzione al dubbio ed allo scetticismo operativo: le HRO sono orientate a mantenere una costante apertura allo scetticismo nei confronti della routine amministrava, favorendo la presenza di comitati di controllo, la job rotation e l'impiego di risorse umane che siano in grado di apportare nuove esperienze e professionalità;
3. Sensibilità operativa: capacità delle HRO di preservare una attenzione vigile sulle operazioni, gestendolo con aggiustamenti continui che impediscono a piccoli errori di sommarsi e innescare eventi catastrofici;
4. Resilienza: capacità di rimanere flessibili in relazione alle varianze ambientali. Implica la capacità delle HRO di gestire il problema imprevisto efficacemente e in tempo reale, nel momento stesso in cui esso si verifica;
5. Fluidità del decision-making: il processo decisionale migra verso la persona con la conoscenza unica e necessaria per affrontare la complessità della situazione data;

Le prime tre sono di prevenzione/anticipazione, le ultime due di contenimento/azione.